# Cuarteto Végh
El Cuarteto Végh fue un cuarteto de cuerdas húngaro fundado en 1940 y liderado por su primer violinista Sándor Végh durante 40 años. El cuarteto se estableció en Budapest hasta que salió de Hungría en 1946. Es particularmente conocido por sus grabaciones de los cuartetos de Beethoven (dos veces - en 1952 con sonido monoaural y en 1972-74 en estéreo) y Bartók. El cuarteto se disolvió en 1980.

## Componentes
Sus componentes de 1940 a 1978 fueron:
- Sándor Végh (violín)
- Sándor Zöldy (violín)
- Georges Janzer (viola)
- Paul Szabo (violonchelo)

En 1978 Philipp Naegele reemplazó a Sándor Zöldy y Bruno Giuranna a Georges Janzer.

## Orígenes
Sándor Végh, alumno de Jenő Hubay y Zoltán Kodály en la Academia de Budapest, lideró el Cuarteto Húngaro desde su fundación en 1935 hasta 1937, cuando cedió el atril del primer violín a Zoltán Székely y pasó al segundo en lugar de Péter Szervánsky; Denes Korozmay era el viola y Vilmos Palotai el violonchelo. Székely era amigo y discípulo de Béla Bartók y el grupo rápidamente se dio a conocer al estrenar el 5º Cuarteto del compositor. Ya en 1938 se había escuchado al grupo en todas las ciudades importantes de Europa Occidental. En 1940 Végh se marchó para crear su propio cuarteto.
El Cuarteto Végh se fundó en Budapest y allí se basó durante la guerra, pero dejó Hungría en 1946 y se estableció en París. Ganaron el Grand Prix en Ginebra en su primer festival internacional (1946). La grabación de los cuartetos de Beethoven de 1952 se realizó en Boston. Los componentes del cuarteto fueron los mismos durante casi 40 años. Después, en 1978, el segundo violín y el viola dejaron el grupo. (El viola original, George Janzer, y su esposa, la violonchelista Eva Czako siguieron dando clase en la Escuela de Música de la Universidad de Indiana, junto con el maestro de la infancia del Sr. Janzer, János Starker. El matrimonio Janzer-Czako también realizó diversas grabaciones de música de cámara con el legendario violinista belga Arthur Grumiaux.) Ambos fueron reemplazados, pero al cabo de dos años el conjunto se disolvió.

## Grabaciones
- Beethoven: Cuartetos, grabados 1952, Les Discophiles Français. (Una crítica moderna -en inglés-:  Archivado el 17 de febrero de 2012 en Wayback Machine.)
- Kodály - Cuarteto de cuerda n.º 2, Op. 10, publicada 1954. (Decca LP LXT2876: London LP LL-865)*
- Smetana - Cuarteto de cuerda n.º 1 en mi bemol mayor, publicada 1954. (Decca LP LXT2876: London LP LL-865)*

(*Reeditadas en una remasterización conjunta debida al Dr. John Duffy y a Andrew Rose, octubre de 2008, para Pristine Audio, PACM061. Miembros: Végh, Zöldy, Janzer, Szabo. Véase -en inglés- )
- Mozart - Cuartetos n.º 14 en sol mayor KV 387 'Primavera', n.º 15 en re menor KV 417b/421, n.º 17 en si bemol mayor KV 458 'La caza': n.º 18 en la mayor KV 464: n.º 21 en re mayor KV 575: n.º 23 en fa mayor KV 590. Grabaciones de estudio en París, 1951-1952, Les Discophiles Français. (Archipel conjunto de 2 CD)
- Mozart - Adagio y Fuga en do menor KV 546. (Les Discophiles Français LP)
- Brahms - Cuarteto n.º 1 Op. 51 n.º 1: Quinteto para clarinete y cuerda (con Antoine-Pierre de Bavier).
- Brahms - Cuartetos n.º 2 en la menor Op. 51 n.º 2, n.º 3 en si bemol mayor Op. 67, grabados en 1954. (Decca Heritage CD 475 6155)
- Bartók - 6 Cuartetos, grabados en 1954-1956.
- Cuartetos de Beethoven, completos, en versión estéreo, 1972-4. (Telefunken) (Una crítica moderna -en inglés-:  Archivado el 17 de febrero de 2012 en Wayback Machine.)
- Bartók - 6 Cuartetos, grabados en abril y julio de 1972. (Naïve V 4870, 3 CD)
- Schubert - Cuarteto n.º 15 en sol mayor D 887 (Op. post. 161). (Orfeo CD)